# Obwód dniepropetrowski
Obwód dniepropetrowski (ukr. Дніпропетровська область) – jeden z 24 obwodów Ukrainy. Leży w południowo-wschodniej części Ukrainy, nad Dnieprem. Stolicą obwodu jest miasto Dniepr.
Obwód graniczy na północy z obwodem połtawskim i charkowskim, na wschodzie z donieckim, na południu z zaporoskim i chersońskim, na zachodzie z mikołajowskim i kirowohradzkim.
Obwód w całości leży na obszarze historycznego Zaporoża.
Za panowania Jagiellonów obszar stanowił część Wielkiego Księstwa Litewskiego. W 1569 został włączony do Korony Królestwa Polskiego. Stanowił wówczas południową część województwa kijowskiego. Został utracony w 1667 na mocy postanowień rozejmu andruszowskiego, a utratę potwierdził traktat Grzymułtowskiego w 1686 r.
W 1635 roku z inicjatywy hetmana wielkiego koronnego Stanisława Koniecpolskiego wzniesiono tu twierdzę Kudak, główną polską twierdzę na Zaporożu.
Udział w rozwoju wydobycia i przemysłu w regionie w XIX w. mieli Polacy, np. polski geolog Stanisław Kontkiewicz prowadził badania złóż rud żelaza w okolicach Krzywego Rogu, a polski przedsiębiorca Ignacy Jasiukowicz budował i prowadził huty w Kamieńskiem. Ignacy Jasiukowicz jest upamiętniony w Kamieńskiem pomnikiem.
W obwodzie rozwinął się przemysł hutniczy, metalowy, maszynowy oraz chemiczny. W regionie uprawia się zboże oraz hoduje się bydło oraz trzodę chlewną.

## Podział administracyjny
Obwód dzieli się na 7 rejonów:
1. dnieprzański
2. kamieński
3. krzyworoski
4. nikopolski
5. pawłohradzki
6. samarski
7. synelnykowski

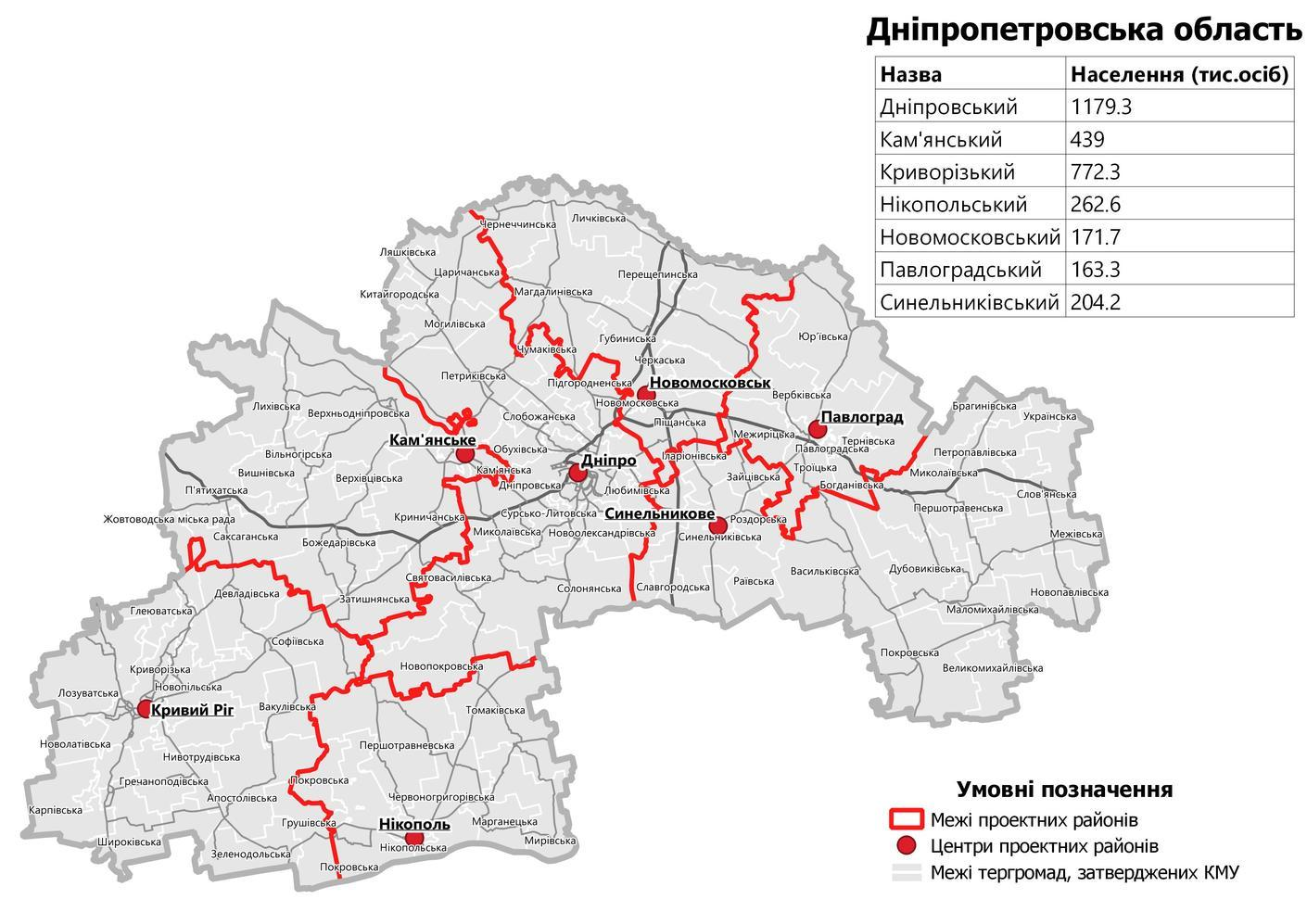
Rejony od 2020 roku

Rejony do 2020 roku

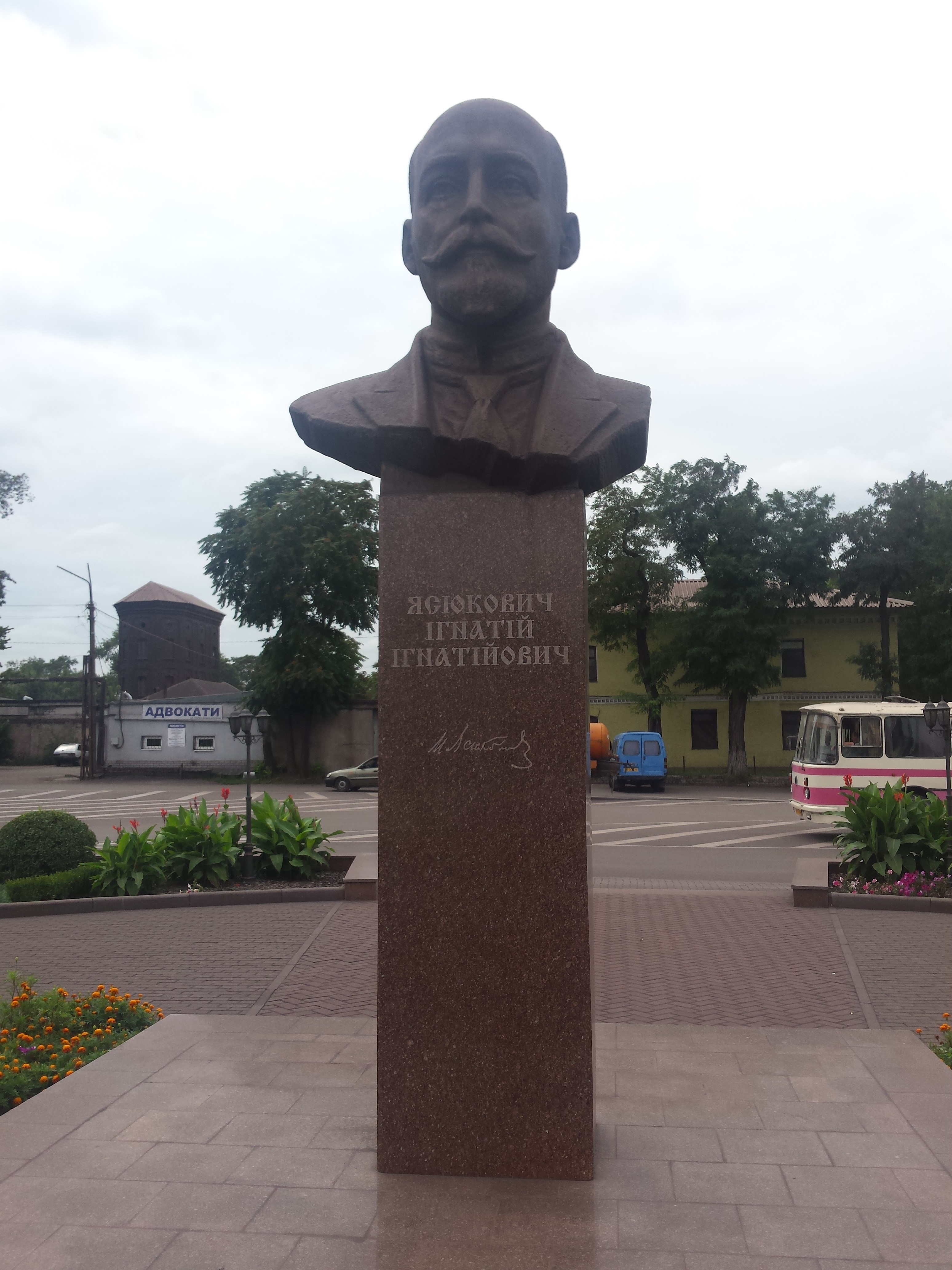
Pomnik Ignacego Jasiukowicza w Kamieńskiem

Do 19 lipca 2020 roku obwód dzielił się na 22 rejony:
- apostołowski
- caryczański
- dnieprzański
- jurjiwski
- krzyworoski
- krynyczański
- mahdałyniwski
- meżowski
- nikopolski
- nowomoskowski
- pawłohradzki
- petrykiwski
- petropawliwski
- pokrowski
- pjatychacki
- synelnykowski
- sołoniański
- sofijiwski
- tomakiwski
- szyrokiwski
- wasylkiwski
- wierchniednieprowski

oraz 13 miast wydzielonych: Kamieńskie, Dniepr, Żółte Wody, Krzywy Róg, Marganiec, Nikopol, Nowomoskowśk, Pawłohrad, Perszotrawenśk, Pokrow, Synelnykowe, Terniwka, Wilnohirśk.

## Skład narodowościowy
Skład narodowościowy obwodu dniepropetrowskiego w 2001 roku:
| Narodowość  | Liczba osób | Procentowo |
| ----------- | ----------- | ---------- |
| Ukraińcy    | 2825,8 tys. | 79,3%      |
| Rosjanie    | 627,5 tys.  | 17,6%      |
| Białorusini | 29,5 tys.   | 0,8%       |
| Żydzi       | 13,7 tys.   | 0,4%       |
| Ormianie    | 10,6 tys.   | 0,3%       |
| Azerowie    | 5,6 tys.    | 0,2%       |
| Mołdawianie | 4,4 tys.    | 0,12%      |
| Romowie     | 4,1 tys.    | 0,11%      |

## Największe miasta
| Lp. | Miasto      | populacja (2016) |
| --- | ----------- | ---------------- |
| 1.  | Dniepr      | 983 836          |
| 2.  | Krzywy Róg  | 642 333          |
| 3.  | Kamieńskie  | 239 237          |
| 4.  | Nikopol     | 115 447          |
| 5.  | Pawłohrad   | 108 623          |
| 6.  | Samar       | 71 427           |
| 7.  | Marganiec   | 47 812           |
| 8.  | Żółte Wody  | 46 267           |
| 9.  | Pokrow      | 40 531           |
| 10. | Synelnykowe | 31 315           |